# 서현선
서현선(1969년 8월 14일 ~ )은 대한민국의 희극인이다. 아버지는 서영춘이며 남동생은 서동균이다.

## 생애
1990년 KBS 개그콘테스트 6기 출신이다. 당시 "오징어 뜯어 먹는 표정" 묘사 하나로 합격이 되어 아버지 서영춘의 후광을 입어 합격했다는 구설수도 있었다. 《한바탕 웃음으로》의 봉숭아 학당 코너에서 오서방 역할을 맡은 오재미의 행동에 태클을 거는 간난이 역할을 맡으면서 널리 알려졌지만 2000년대 중반에 희극인 활동을 중단했다. 2011년 6월 12일에 대한민국 대통령실 경호처 소속 경호원과 결혼한 이후로는 행적이 알려져 있지 않다.

## 방송 활동
- KBS2 가족오락관
- KBS2 유머 1번지
- KBS2 한바탕 웃음으로
- 코미디TV 시트콤 《란제리》

## 영화
- 1992년 정신나간 유령(1편)
- 1994년 한 줌의 시간 속에서
- 2000년 공포 특공대

## 광고
- 1992년 서주산업 과일요구르트
- 2002년 고려제약 하벤플러스 (서동균과 함께 출연, 서영춘의 생전 공연 장면에 서현선·서동균 남매가 등장하는 장면을 합성해서 제작함)

## 수상
- 1990년 KBS 코미디대상 여자 신인상
- 1993년 KBS 코미디대상 여자 연기상
- 1995년 백상예술대상 코미디 연기상